# Ernst von Heynitz (Johanniter)

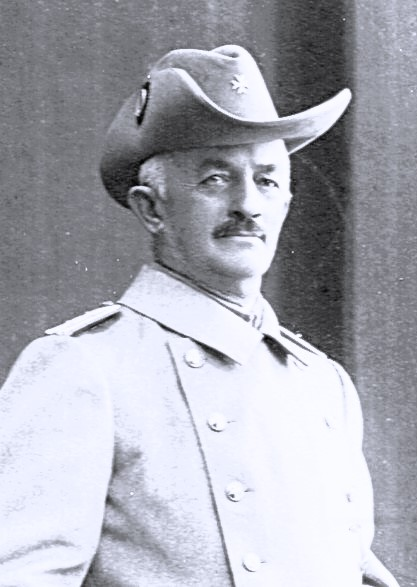
Ernst von Heynitz
(als Johanniter in Schutztruppen-Uniform)

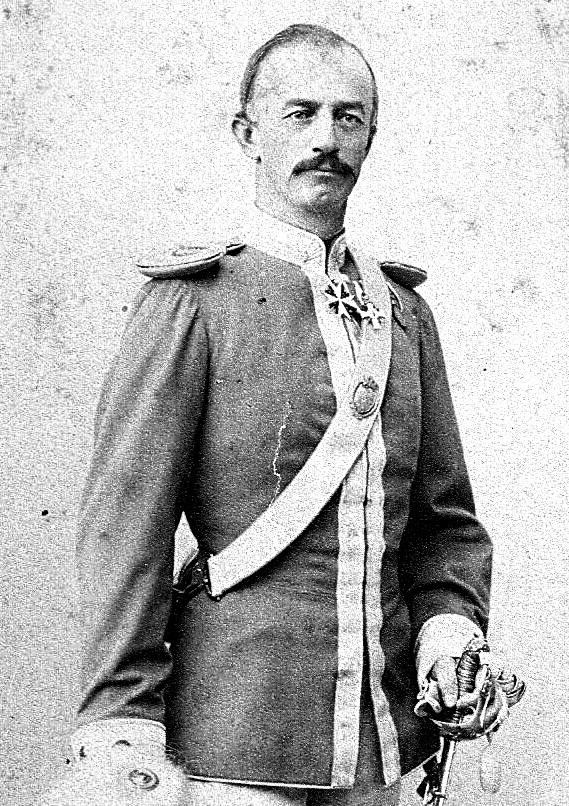
Ernst von Heynitz
(in sächsischer Rittmeister-Uniform)
Foto von Otto Mayer

Georg Friedrich Ernst von Heynitz (* 17. Dezember 1840 auf Gut Weicha bei Weißenberg; † 20. März 1912 in Berlin-Lichterfelde) war sächsischer Rittmeister, Guts- und Farmbesitzer. Er war in den Jahren 1896–1912 im Auftrag des Deutschen Roten Kreuzes für die Organisation der Krankenpflege der kaiserlich-deutschen Schutztruppe in Deutsch-Südwestafrika verantwortlich.

## Leben
Der aus dem Adelsgeschlecht von Heynitz stammende Ernst war Sohn des Gutsbesitzers Heinrich August von Heynitz (1804–1870), Gutsherr auf Weicha und Dröschkau, Vogt des Klosters St. Marienthal sowie lebenslanges Mitglied der sächsischen I. Ständekammer, und der Anna Baroness von Maydell (1818–1898).
Seine Schulzeit verbrachte Heynitz in Niesky, Schleiz und Liegnitz. Anschließend trat er in die Sächsische Armee ein, wurde aktiver Offizier beim Leibgrenadier-Regiment in Bautzen und machte mit dieser die Bundesexekution gegen die Herzogtümer Holstein und Lauenburg 1863/64 und den Feldzug gegen Österreich 1866 mit.
Im Jahr 1867 ließ sich Heynitz zur Kavallerie versetzen und wurde Oberleutnant im Garde-Reiter-Regiment. Mit diesem kämpfte er im Deutsch-Französischen Krieg 1870/71. Nach Beendigung des Krieges nahm er als Rittmeister seinen Abschied und zog auf sein Gut Dröschkau, das er nach dem Tod seines Vaters im Jahr 1870 geerbt hatte. Er machte das Gut zum Familienfideikommiss und bestimmte, dass der jeweilige Besitzer unter seinen Söhnen den Nachfolger bestimmen sollte. Heynitz lebte mit seiner Familie bis zum Jahr 1880 auf Dröschkau und zog dann auf das Gut Neuhausen, um dort die Bewirtschaftung des Gutes und die Leitung der an der Spree gelegenen Mühle selbst zu übernehmen. Fortan gaben sich diese Familienmitglieder gelegentlich selbst den Namen „Heynitz-Neuhausen“.
Ab 1881 war Heynitz Mitglied des Johanniterordens in der Genossenschaft des Königreichs Sachsen und wurde im Jahr 1908 zum Rechtsritter ernannt.
Nach einigen Jahren auf Gut Neuhausen entwickelten sich Differenzen zwischen den Eheleuten und den inzwischen erwachsenen Kindern. Heynitz entfloh diesen Streitigkeiten 1896 in die deutsche Kolonie Deutsch-Südwestafrika. Zunächst hatte er wohl beabsichtigt, im Gebiet Maltahöhe die verlassenen Siedlungen Grootfontein-Süd sowie Alt-Maltahöhe als Farmbesitz zu kaufen. Doch da ihm der Kaufpreis von 50 Pfennig je Hektar zu hoch erschien, pachtete er 1902 nur Grootfontein-Süd. Noch 1909 stand er als Besitzer dieser Farm im Kolonialhandbuch.
Stattdessen kaufte er 1902 in derselben Region vom Nama-Kaptein Hendrik Witbooi etwa 20.000 Hektar Land zwischen Maltahöhe und Mariental in der (Region Hardap) und gründete dort die Farm Breekhorn (heute: Breckhorn). Er war damit einer der ersten sechs Siedler im Gebiet Maltahöhe. Doch dieser Kauf wurde von den Behörden nicht anerkannt, weshalb Heynitz nach dem Nama-Aufstand (1904–1906) und dem Frieden von Ukamas, bei dem das Namaland zum Kronland (Staatsbesitz) erklärt wurde, die Farm Breekhorn ein zweites Mal, diesmal behördlich offiziell, kaufen musste. Auf der Farm züchtete er mit importierten Araber-Hengsten Gebrauchspferde, die er u. a. an die Schutztruppe verkaufte.
Während des Herero-Aufstands (Januar 1904) übernahm er als Delegierter des Deutschen Roten Kreuzes die Versorgung der kaiserlichen Schutztruppe mit Feldhospitälern und Ärzten aus Deutschland. Außerdem war er für die Verteilung der „Liebesgaben“ aus Deutschland an die Soldaten der Schutztruppe verantwortlich. In Keetmanshoop betrieb er die Planung des Johanniter-Hospitals, das allerdings erst am 22. August 1913 nach seinem Tod eingeweiht werden sollte. Nach dem Herero-Aufstand war er für die komplette Organisation der Krankenpflege der Schutztruppe in Deutsch-Südwestafrika zuständig und trieb seine Idee eines Krankenhaus-Baues voran.
Ende 1904 kehrte Heynitz wegen des Nama-Aufstands (Oktober 1904) kurzzeitig nach Deutschland zurück. Dort organisierte er u. a. die Anwerbung von Krankenschwestern.
Heynitz starb 1912 im Berliner Krankenhaus Großlichterfelde an Lungenkrebs. Sein Leichnam wurde in der Familiengruft auf Gut Dröschkau beigesetzt.

## Familie
Am 8. August 1865 heiratete Ernst in Dresden Marie von Kottwitz (* 31. Mai 1841 auf Gut Frauendorf; † 8. April 1926 auf Gut Drieschnitz), die Tochter des Gutsbesitzers Herrmann Aurelius Theodor von Kottwitz (1809–1878), Herr auf Hermsdorf, Nieder-Gebelzig und Mittel-Oderwitz und Frauendorf (Landkreis Cottbus), und der Marie von Linnenfeld (1818–1870) aus dem Hause Mittel-Oderwitz. Marie brachte das 659 ha Gut Neuhausen mit dem Nachbargut Bräsinchen (beide heute Ortsteile von Neuhausen/Spree) in die Ehe ein. Das Ehepaar hatte zwei Söhne und sechs Töchter:
- Johanna (* 1866)
- Aurel (1867–1938) ⚭ 1919 Ilse von Wuthenau (1890–1989)
- Martha (* 1868)
- Marie (* 1872)
- Wanno (1874–1944) ⚭ 1905 Magdalena (Madlene) von Bodien (1885–1972)
- Marianne (1879–1957) ⚭ 1912 Erhard von Kuenheim (1889–1973)
- Charlotte (1883–1967) ⚭ 1909 Hans-Wolf von Prittwitz und Gaffron (1882–1949)
- Margarete (1884–1954) ⚭ 1913 Hans Bogislav Graf von Schwerin (1883–1967), deutscher Regierungsbeamter.